# Hamadryas aternia
Hamadryas aternia är en fjärilsart som beskrevs av Hans Fruhstorfer 1916. Hamadryas aternia ingår i släktet Hamadryas och familjen praktfjärilar. Inga underarter finns listade i Catalogue of Life.